# Joseph Van Huele
Joseph van Huele (Brugge, 2 januari 1765 - 7 mei 1803) was in Brugge voorzitter van het gemeentebestuur (equivalent aan burgemeester) in de Franse tijd.

## Levensloop
Joseph van Huele was de tweede zoon van Jean-Baptiste van Huele en Anna Pulinx. Voor de revolutietijd was hij, net als zijn vader en broers, actief als ontvanger en beheerder van onroerende goederen.
Zijn eerste publieke daad was zijn aansluiting in 1790 bij het cavaleriekorps van Brugse notabelen dat de Brabantse Omwenteling aanhing. Toen de Oostenrijkers in 1791 het bewind weer in handen namen, werd hij net als zijn vader en veel niet-adellijke eigenaars ontgoocheld door de reactionaire houding van het Oostenrijks gezag, die onder meer het herstel inhield van de adel in zijn feodale rechten.
Hij werd toen een actief opstandeling en doorliep het Brugse Vrije om redevoeringen tegen de voorrechten van de adel te houden.
Op 5 november 1792 werd Van Huele lid van de Société Littéraire, die mede onder zijn impuls uitgroeide tot een revolutionair broeinest. Toen enkele dagen later de Franse troepen binnenvielen, sloot hij ook aan bij de Jacobijnse Club, een groepering van de hevigsten onder de Brugse revolutionairen, maar hij speelde er een eerder matigende rol. Zijn vader werd in februari 1793 ondervoorzitter van de Club en zijn broer Jean-Othon speelde er de eerste viool. Zoals alle 'clubisten' had hij de ambitie macht te verwerven, maar verder dan een functie van commissaris (of schepen) van de stad bracht hij het niet. Hij werd pas op 11 februari 1793 benoemd, zodat hij amper een paar weken in functie bleef, aangezien de Oostenrijkers in maart 1793 het gezag herwonnen.

## Vlucht naar Parijs
Einde maart 1793 was de grond in Brugge voor hem te heet geworden en hij vluchtte met zijn vader en broers naar Parijs. Daar trad hij toe tot de club van de Patriotes Belges Réfugiés en ondertekende hun manifest.
Rond dezelfde tijd als zijn broer Jean-Othon werd hij als aanhanger van Hébert aangehouden en opgesloten in het tot gevangenis ingerichte Palais du Luxembourg. Daar deelde hij de cel met de Engels-Amerikaanse filosoof Thomas Paine (1737-1809), met wie hij een hechte vriendschap sloot. Het feit dat Van Huele vlot Engels sprak, was hierbij behulpzaam. Toen Paine ziek werd, was het Van Huele die hem verzorgde en er hem bovenop hielp. In The Age of Reason herinnerde Paine hieraan als volgt: Ik zat toen met drie kameraden in de cel, de Bruggeling Joseph van Huele en de Leuvenaars Charles Bastini en Michael Rubyns. De permanente zorg vanwege deze drie vrienden herinner ik me met dankbaarheid en breng ik met plezier in herinnering.
Op een dag in juli 1794 werd het viertal aangeduid om te worden opgehaald en te worden terechtgesteld. De suppoosten duidden de veroordeelden aan door met krijt het aantal op te halen veroordeelden te vermelden op de deur van de cellen. Op het ogenblik dat ze hiervoor langs kwamen, stond de deur van de cel echter open (toelating was hiervoor gegeven, opdat Paine, die hoge koorts had, van wat frisse lucht zou kunnen genieten), zodat het op de binnenkant van de deur was dat ze het fatale teken hadden aangebracht. Toen het executiepeloton 's avonds langs kwam, was de deur gesloten en wachtten de celgenoten bang af wat zou gebeuren. Tot hun grote opluchting werd aan hun cel voorbijgegaan. Enkele dagen later was de Terreur voorbij en kwamen ze weer op vrije voeten.
Joseph van Huele had meer geluk dan zijn broer Jean-Othon, die er het leven bij inschoot. Wanneer hij vrij kwam is niet met zekerheid bekend. Als hij verder het lot deelde van Paine, werd hij, ondanks het einde van de Terreur, de dood van Robespierre en de arrestatie van Fouquier-Tinville, pas op 6 november vrijgelaten.

## Stadsbestuurder in Brugge
Tegen het einde van het jaar 1794 was Van Huele in Brugge terug. Hij trof er een toestand aan die eindelijk aan zijn verwachtingen beantwoordde.
Op 22 januari 1795 werd voor het eerst een gemeentebestuur aangesteld volgens de Franse wetgeving. Dit bestuur bestond uitsluitend uit burgers die bewijzen van toewijding aan de revolutionaire ideeën hadden geleverd. Van Huele werd er lid van en kreeg onmiddellijk enkele gevoelige opdrachten: inning van de bijzondere contributie die op de geestelijkheid werd gelegd en samen met meier Charles Ryelandt en met zijn medevluchteling de Tilly de politie van de stad. Ook verschillende andere ontvangersopdrachten werden hem toebedeeld.
Van 1 maart tot 27 augustus 1795 was hij voorzitter van de gemeenteraad, opvolger in de revolutietijd van de burgemeestersfunctie. Hij werd ook ontvanger van de directe belastingen, aldus doorgaand in het beroep dat in zijn familie het meest traditie had. Samen met Valentin Jacoby, ging hij in mei 1795 over tot de heroprichting van de Société Littéraire, die tijdens de laatste Oostenrijkse periode was ter ziele gegaan. Hij bleef er tot in 1796 de ‘commissaris’ van.
Het werd tijd om een gezin te stichten. Op 6 Thermidor IV (24 juli 1796) trouwde Van Huele in Brugge met Josephine-Françoise de Witte (1768-1853), dochter van de Diksmuidenaar François De Witte, die onder het ancien régime pensionaris van het Brugse Vrije was geweest. Ze kregen een zoon (die jong stierf) en een dochter. Het echtpaar ging een herenhuis in de Riddersstraat bewonen. Het is daar dat Thomas Paine hem in de herfst van 1799 kwam bezoeken en enkele dagen of weken bij hem verbleef.
Wanneer in mei 1797 voor het eerst een gemeentebestuur mocht worden verkozen, verhaastten de Bruggelingen zich om gematigde ingezetenen te verkiezen en maakte Van Huele dan ook geen kans. De Franse overheid keek met lede ogen toe en einde 1797 werd dit bestuur afgezet en vervangen door zuiverder revolutionairen. Joseph Van Huele was er weer bij en dan nog wel als voorzitter. Die moesten toezien op nieuwe verkiezingen met een "betere" uitslag.
Het was onder dit bestuur dat op 20 april 1798 werd aangesteld, dat de verkoop van verbeurde goederen, onder meer van kerken en kloosters, zijn hoogtepunt kende. Van Huele behield zijn ambt tot 14 december 1799, datum waarop hij vervangen werd door een wat gematigder compagnon. In 1800 werd hij dan weer voorzitter, maar slechts voor enkele dagen. Ondertussen was er de staatsgreep van 18 Brumaire geweest (9 november 1799) en kwam de Constitution de l'An VIII tot stand, die definitief de conservatieve restauratie inluidde. Voor volbloedrevolutionairen à la Van Huele was geen plaats meer.

## Privé
Op het eerste gezicht kan men veronderstellen dat het hem goed ging. In het huwelijkscontract brachten hij en de bruid een paar huizen en gronden in de gemeenschap. Anderzijds kocht hij een twintigtal loten landbouwgrond, bosgrond en weideland, met de erbij horende hoevegebouwen, voor een totaal van 110 hectare, gelegen onder meer in Geluveld, Nieuwmunster, Bikschote, Zonnebeke, Koolkerke, Oostkerke en vooral Dudzele. Hij kocht ook nog een huis gelegen langs de Potterierei. Het grootste deel van die eigendommen verwierf hij in de jaren VII en VIII bij verkopingen georganiseerd door de Domeinen: het ging dus om gesekwestreerde, zogenaamde "zwarte" goederen.
Het is duidelijk dat Joseph van Huele die zelf, in zijn hoedanigheid van voorzitter van de Brugse gemeenteraad, betrokken was bij de controle over de gesekwestreerde goederen, geen scrupules ondervond – zoals sommige van zijn tijdgenoten – om goederen aan te kopen die voorheen eigendom waren van kerkelijke instanties of van ancien régime organismen.
Op het zicht van de door hem aangekochte eigendommen zou men mogen veronderstellen dat het Van Huele goed ging. De inventaris bij zijn overlijden gaf evenwel een ander beeld. Er was weinig fortuin aanwezig en de inventaris vertoonde een deficit van meer dan 11.000 fr. Het is dus niet zeker dat Joseph Van Huele van zijn inzet voor de revolutie beter werd.
Hij beleefde het vervolg niet lang meer, want pas achtendertig geworden overleed hij. Langs zijn dochter kreeg hij een uitgebreid nageslacht.